# Siegfried von La Chevallerie
Friedrich Ludwig Franz Siegfried von La Chevallerie (* 7. November 1860 in Danzig; † 26. April 1950 in Ehningen) war ein deutscher General der Artillerie.

## Leben

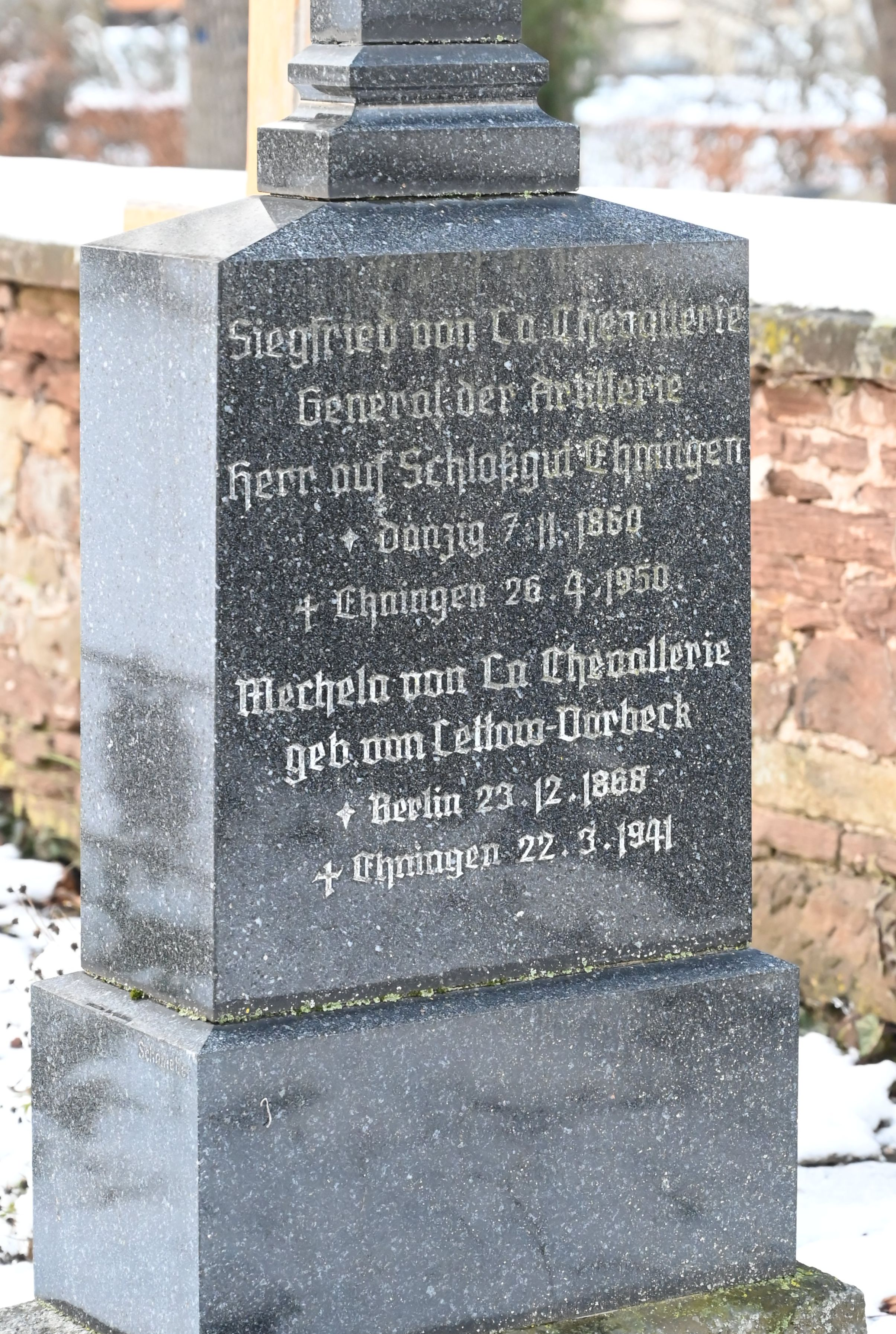
Grabmal Siegfried von La Chevallerie

### Herkunft
Siegfried entstammte dem ursprünglich in Frankreich ansässigen Geschlecht derer Chevallerie. Er war der Sohn des preußischen Generalmajors Ludwig von La Chevallerie (1813–1884) und dessen Ehefrau Ida, geborene von Berg (1820–1893).

### Militärkarriere
Chevallerie trat am 1. Oktober 1879 als Fahnenjunker in das 1. Hannoversche Feldartillerie-Regiment Nr. 10 der Preußischen Armee in Hannover ein. Dort wurde er am 13. Mai 1880 zum Fähnrich ernannt sowie am 12. Februar 1881 zum Sekondeleutnant befördert. Als solcher wurde er zur weiteren Ausbildung vom 1. Oktober 1882 bis 30. September 1884 an die Vereinigte Artillerie- und Ingenieurschule kommandiert. Im Anschluss daran war Chevallerie ab 1. Oktober 1885 Adjutant der Reitenden Abteilung seines Regiments und wurde am 20. September 1890 Premierleutnant. Mit der Beförderung zum Hauptmann stieg er am 15. November 1894 zum Batteriechef auf. Chevallerie war dann vom 16. Juni 1901 bis 23. April 1904 Adjutant der 2. Division in Insterburg. Anschließend wurde er als Major nach Stettin versetzt und hier Kommandeur der I. Abteilung des Vorpommerschen Feldartillerie-Regiments Nr. 38. Chevallerie war dann vom 1. Juli 1907 bis 19. Dezember 1910 Kommandeur der Reitenden Abteilung des 1. Pommerschen Feldartillerie-Regiments Nr. 2 in Belgard, wurde zwischenzeitlich am 17. September 1909 Oberstleutnant und als solcher schließlich am 20. Dezember 1910 zum Kommandeur des Feldartillerie-Regiment „Großherzog“ (1. Badisches) Nr. 14 in Karlsruhe ernannt. In dieser Stellung folgte am 22. April 1912 seine Beförderung zum Oberst.

#### Erster Weltkrieg
Mit Ausbruch des Ersten Weltkriegs zog Chevallerie an der Spitze seines Regiments im Verband mit dem XIV. Armee-Korps an der Westfront ins Feld. Im Elsass wurde er am 12. August 1914 verwundet, blieb aber bei seiner Truppe und nahm dann an den Kämpfen in Lothringen und um Nancy-Epinal teil. Am 26. September 1914 erhielt Chevallerie das Kommando über die 33. Feldartillerie-Brigade und rückte in die Argonnen ein, wo er in den kommenden Monaten schwere Kämpfe zu bestehen hatte. Am 27. Januar 1915 wurde er zum Generalmajor befördert. In den kommenden Monaten war Chevallerie immer wieder Kommandeur der gesamten Artillerie des XVI. Armee-Korps und koordinierte hierbei wirkungsvoll das Vorgehen mit der Infanterie.
Am 25. September 1916 wurde Chevallerie schließlich zum Kommandeur der neu zusammengestellten 221. Infanterie-Division ernannt. Mit ihr war er zunächst noch im Argonner Wald im Einsatz und verlegte dann Mitte Oktober 1916 an die Somme. Hier beteiligte sich die Division bis Ende November 1916 an der dortigen Schlacht und ging dann in den Stellungskrieg über. Im Frühjahr 1917 ging der Großverband in die Siegfriedstellung zurück und kämpfte dann von Mitte April bis Mai in der Schlacht von Arras. Von Juni bis August führte Chevallerie seine Truppen in Flandern, wurde nach schweren Verlusten aus der Front gezogen und erholte sich in der Champagne. Mitte November trat die Division nochmals kurzzeitig in die Kämpfe in Flandern ein, bevor sie von dort abgezogen und nach Cambrai verlegt wurde. Nach der Abwehr des britischen Großangriffs ging Chevallerie zum Gegenangriff über, konnte die strategisch wichtige Höhe 100 südwestlich des Bourlon-Waldes erobern und bis Graincourt vorrücken. Für diese Leistung wurde Chevallerie von seinem Kommandierenden General Otto von Moser zum Pour le Mérite eingereicht. Daraufhin wurde ihm am 20. Januar 1918 durch Wilhelm II. die höchste preußische Tapferkeitsauszeichnung verliehen.
Nach Beendigung der Kämpfe lag die Division wieder in der Siegfried-Stellung und bereitete sich ab Februar 1918 auf die geplante Große Schlacht in Frankreich vor. Bei der 17. Armee trat der Großverband am 21. März 1918 zum Angriff an und konnte die feindlichen Stellungen zwischen Monchy und Cambrai durchbrechen. Am 24. und 25. März folgten die schweren Kämpfe bei Bapaume, bevor Chevalleries Truppen nach dem Scheitern der deutschen Offensive im April wieder in den Stellungskrieg überging. Nach mehrmonatigen Stellungskämpfen zwischen Arras und Albert sowie an der Ancre, Somme, Avre und der Matz hatte die Division im August 1918 schwere Abwehrkämpfe zu bestehen. Hier wurde Chevallerie am 18. August 1918 zum Generalleutnant befördert. In seinem Abschnitt am Nordkanal bei Lesle und Royon gelang es ihm mehrfach, britische Tankangriffe abzuschlagen, bevor die Division auf die Oise zurückgezogen wurde. Auch hier gelang es Chevallerie bei Sequehart wiederholt, den Feind durch Gegenangriffe aufzuhalten. Dafür wurde die Division im Heeresbericht genannt und Chevallerie am 5. Oktober 1918 mit dem Eichenlaub zum Pour le Mérite ausgezeichnet. In den folgenden Wochen zog sich Chevallerie zunächst auf die Hermannstellung, dann auf die Antwerpen-Maas-Stellung zurück.

#### Nachkriegszeit
Nach dem Waffenstillstand von Compiègne führte Chevallerie seine verbliebenen Truppen in die Heimat zurück und wurde nach ihrer Demobilisierung am 23. Dezember 1918 zunächst zu den Offizieren von der Armee überführt. Er erhielt dann am 12. Januar 1919 das Kommando über die 3. Division in Stettin. Diesen Posten gab er am 23. Juni 1919 wieder ab und übernahm die im Grenzschutz Ost tätige 4. Division. Die Division hatte ihr Stabsquartier in Deutsch Krone und war für den Abschnitt zwischen Bromberg und Kreuz verantwortlich. Durch den Friedensvertrag von Versailles kam dieses Gebiet jedoch an Polen und Chevallerie reichte daraufhin seinen Abschied ein, der ihm am 3. März 1920 gewährt wurde.
Chevallerie erhielt am 27. August 1939, dem sogenannten Tannenbergtag, den Charakter als General der Artillerie verliehen. Er war Rechtsritter des Johanniterordens.

### Familie
Chevallerie hatte sich am 29. März 1894 in Potsdam mit Mechela Agnes von Lettow-Vorbeck (1868–1941) verheiratet. Sie war eine Tochter des preußischen Generals der Infanterie Hermann von Lettow-Vorbeck (1835–1913) und dessen Ehefrau Hildegard, geborene von Selchow (* 1845).
Ab 1920 nahm Chevallerie seinen dauerhaften Wohnsitz auf dem Ehninger Schloss, das er durch Erbfolge als Familienfideikommiss erhalten hatte. Hier lebte er mit seiner Familie bis zu seinem Tod.